# Ypthima robinsoni
Ypthima robinsoni är en fjärilsart som beskrevs av William Lucas Distant 1882. Ypthima robinsoni ingår i släktet Ypthima och familjen praktfjärilar. Inga underarter finns listade i Catalogue of Life.